# Lázaro
Lázaro Vinícius Marques dit Lázaro, né le 12 mars 2002 à Belo Horizonte au Brésil, est un footballeur brésilien qui évolue au poste de milieu offensif à l'UD Almería.

## Biographie

### Flamengo
Formé au CR Flamengo, Lazaro est considéré comme l'un des joueurs les plus prometteurs de sa génération.
Son parcours dans le Centre de formation du Flamengo (en) est néanmoins marqué par l'accident tragique de l'Incendie du Ninho do Urubu (en) où plusieurs de ses jeunes camarades perdent la vie le 8 février 2019. Lazaro échappe lui à l'accident, ayant profité de son jours de congé pour retrouver sa famille.
Le 28 septembre 2019, alors qu'il n'a pas encore fait ses débuts en professionnel, le club lui propose un contrat courant jusqu'en 2025 avec une clause libératoire à 80 millions d'euros qui prendra effet le 12 mars 2020, jour de ses 18 ans. Il joue son premier match en professionnel le 27 septembre 2020, lors d'une rencontre de championnat face à Palmeiras. Il entre en jeu à la place de Lincoln et les deux équipes se neutralisent (1-1).

### UD Almería
Le 1er septembre 2022, Lázaro rejoint l'Espagne afin de s'engager en faveur de l'UD Almería. Il signe un contrat courant jusqu'en juin 2028,.
Lázaro joue son premier match sous ses nouvelles couleurs le 12 septembre 2022, lors d'une rencontre de championnat face au CA Osasuna. Il entre en jeu à la place de Lucas Robertone et son équipe s'incline (0-1 score final).

### En équipe nationale
Lazaro compte deux sélections avec l'équipe du Brésil des moins de 16 ans, toutes les deux obtenues en 2017.
Lazaro est sélectionné avec l'équipe du Brésil des moins de 17 ans pour participer à la Coupe du monde des moins de 17 ans qui a lieu au Brésil. Il a un rôle de remplaçant durant ce tournoi, ne jouant que trois matchs. Cependant cela suffit pour qu'il se distingue malgré ce faible temps de jeu, en donnant la victoire au Brésil, en demi-finale contre la France. Alors que les français menaient au score, ils sont rejoints et dans les derniers instants de la partie Lazaro marque le but de la victoire après être entré en jeu (2-3 score final). Il réalise le même exploit en finale, alors que le Brésil affronte le Mexique. Lazaro entre en jeu et alors que le score est de un partout il inscrit son deuxième but dans la compétition, celui de la victoire finale pour les Brésiliens (1-2).

### Style de jeu
La position préférentielle de Lazaro est un milieu offensif axial, il est décrit comme un joueur créatif, efficace dans les un contre un et doué pour déséquilibrer les défenses adverses.

## Palmarès
CR Flamengo
- Championnat du Brésil
  - Champion : 2020.

 Équipe du Brésil des moins de 17 ans
- Coupe du monde des moins de 17 ans
  - Vainqueur : 2019.

### Statistiques
| Saison                | Club                  | Championnat           | Championnat | Championnat | Championnat | Coupe(s) nationale(s) | Coupe(s) nationale(s) | Coupe(s) nationale(s) | Supercoupe | Supercoupe | Supercoupe | Compétition(s) continentale(s) | Compétition(s) continentale(s) | Compétition(s) continentale(s) | Compétition(s) continentale(s) | Ligue régionale | Ligue régionale | Ligue régionale | Total | Total | Total |
| Saison                | Club                  | Division              | M.          | B.          | P.d.        | M.                    | B.                    | P.d.                  | M.         | B.         | P.d.       | Comp.                          | M.                             | B.                             | P.d.                           | M.              | B.              | P.d.            | M.    | B.    | P.d.  |
| 2020                  | CR Flamengo           | Série A               | 2           | 0           | 0           | 1                     | 0                     | 0                     | -          | -          | -          | CL                             | 1                              | 0                              | 0                              | -               | -               | -               | 4     | 0     | 0     |
| 2021                  | CR Flamengo           | Série A               | 7           | 0           | 0           | 2                     | 0                     | 0                     | -          | -          | -          | CL                             | -                              | -                              | -                              | 4               | 0               | 1               | 13    | 0     | 1     |
| 2022                  | CR Flamengo           | Série A               | 21          | 4           | 2           | 5                     | 1                     | 0                     | 1          | 0          | 1          | CL                             | 7                              | 1                              | 2                              | 11              | 2               | 2               | 45    | 8     | 7     |
| Sous-total            | Sous-total            | Sous-total            | 30          | 4           | 2           | 8                     | 1                     | 0                     | 1          | 0          | 1          | -                              | 8                              | 1                              | 2                              | 15              | 2               | 3               | 62    | 8     | 8     |
| 2022-2023             | UD Almería            | La Liga               | 19          | 6           | 0           | 1                     | 0                     | 0                     | -          | -          | -          | -                              | -                              | -                              | -                              | -               | -               | -               | 20    | 6     | 0     |
| 2023-2024             | UD Almería            | La Liga               | 14          | 0           | 0           | 2                     | 0                     | 0                     | -          | -          | -          | -                              | -                              | -                              | -                              | -               | -               | -               | 16    | 0     | 0     |
| Sous-total            | Sous-total            | Sous-total            | 33          | 6           | 0           | 3                     | 0                     | 0                     | -          | -          | -          | -                              | -                              | -                              | -                              | -               | -               | -               | 36    | 6     | 0     |
| 2024                  | SE Palmeiras (prêt)   | Série A               | -           | -           | -           | -                     | -                     | -                     | -          | -          | -          | CL                             | -                              | -                              | -                              | 1               | 0               | 0               | 1     | 0     | 0     |
| Total sur la carrière | Total sur la carrière | Total sur la carrière | 63          | 11          | 2           | 11                    | 1                     | 0                     | 1          | 0          | 1          | -                              | 8                              | 1                              | 2                              | 16              | 2               | 3               | 99    | 15    | 8     |